# سونيزا لي
سونيزا «سوني» لي (من مواليد 9 مارس 2003) لاعبة جمباز فنية أمريكية من الهمونغ وبطل أولمبية عام 2020. كانت عضوًا في الفرق التي فازت بالميدالية الذهبية في بطولة العالم 2019 والميدالية الفضية في دورة الألعاب الأولمبية الصيفية 2020. وهي عضوة ست مرات في فريق الجمباز الوطني للسيدات في الولايات المتحدة وهي أول لاعبة جمباز أولمبية أمريكية من الهمونغ.